# WP Suspension
WP Suspension è un'azienda olandese fondata nel 1977 e produttrice di componentistica e sistemi sospensivi per veicoli stradali soprattutto moto, facente parte del gruppo KTM.

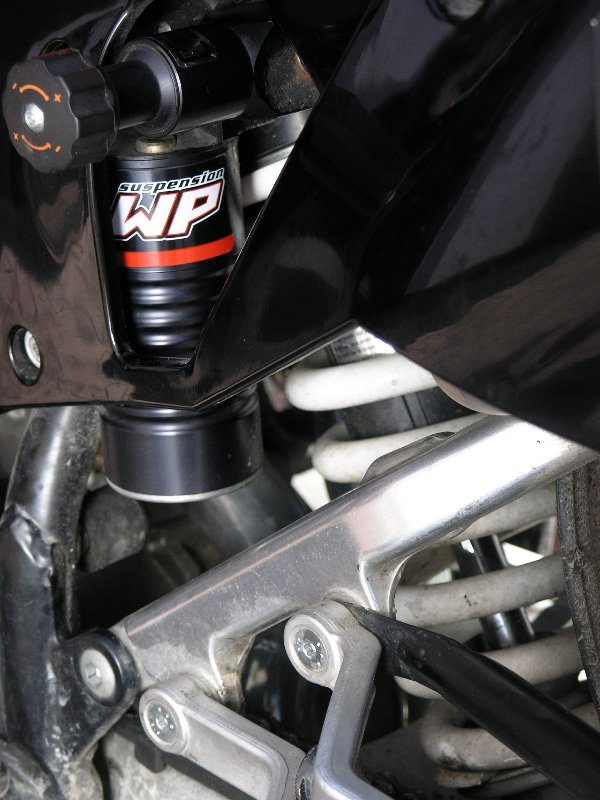

La società, fondata nei Paesi Bassi, è considerata tra i maggiori produttori di sospensione per motociclette.

## Storia
Fondata dal pilota olandese di motocross Wim Peters nel 1977, tra la fine degli anni '70 e gli anni '80 le sue sospensioni vennero impiegate in svariate competizioni motociclistiche.
Negli anni '80 l'azienda passò da produttore aftermarket a fornitore ufficiale per le KTM, Husaberg e BMW Motorrad. Nel 1983 è stata tra le prime aziende a produrre su larga scala industriale la forcella a steli rovesciati. Nel 1984 divenne fornitore ufficiale di componentistica per le KTM impiegate nel Campionato mondiale di motocross.
Dopo il fallimento avvenuto nel 1991 e la successiva rifondazione, WP entrò come fornitore di componentistica in Formula 1, dove nel 1995 fornì le sospensione alla Benetton B195 di Michael Schumacher vincitrice del suo secondo titolo mondiale.
Nel 1997 la KTM gradualmente rilevò la società. Wim Peters rimase inizialmente come amministratore delegato e successivamente come consulente fino al 2004. A partire dal 2009, la produzione venne spostata a Munderfing in Austria dall'ex fabbrica principale di Malden. 
Negli anni 2010 WP ha iniziato la produzione di altre parti tra cui telai, sistemi di scarico e radiatori. Successivamente a partire dal biennio 2015-2016 con l'entrata della KTM in MotoGP, rifornisce le moto del costruttore austriaco nel motomondiale.